# Ivan IV. Bánffy
Ivan IV. Bánffy (1509. − 1534.) je bio visoki hrvatski dužnosnik, član hrvatske plemenitaške obitelji Bánffyja (Banića). 
Stekao je Viroviticu s vlastelinstvom i nasljednu čast župana virovitičke županije. Od 1517. gospodar utvrde Lobora, preuzevši ga od Franje Berislavića; 1525. je prešao u ruke obitelji Keglevića.
U izvorima na mađarskom jeziku ime mu nalazimo u obliku Bánfi János.